# Segunda Categoría de Manabí 2016
El Campeonato Provincial de Fútbol de Segunda Categoría de Manabí 2016 es un torneo de fútbol en Ecuador en el cual compiten equipos de la Provincia de Manabí. El torneo es organizado por la Asociación de Fútbol No Amateur de Manabí (AFNAM) y avalado por la Federación Ecuatoriana de Fútbol. Estaba previsto el desarrollo del torneo entre el 17 de abril y el 17 de julio de 2016, participando 20 clubes de fútbol, pero debido al terremoto de Ecuador de 2016 el inicio del torneo se aplazó al 14 de mayo de 2016. Además, 8 equipos desistieron de participar, por lo que el torneo se redujo a 12 equipos.   
Se entregarán 2 cupos al Zonal de Ascenso de la Segunda Categoría 2016 por el ascenso a la Serie B.

## Sistema de campeonato
El sistema determinado por la Asociación de Fútbol No Amateur de Manabí consiste en 2 fases de la siguiente manera:
- Primera Etapa: Los 12 clubes se dividen en 2 grupos de 6 clubes cada uno, jugarán todos contra todos, los equipos que terminen primero y segundo en cada grupo clasificarán al Cuadrangular final.

- Cuadrangular final: El Cuadrangular final se conforma por los primeros y segundos de los grupos anteriores, también con sistema todos contra todos. Los equipos que terminen primero y segundo serán Campeón y Vicecampeón respectivamente, representarán a Manabí en el Zonal Nacional.

## Equipos participantes
| Equipos participantes                            | Equipos participantes | Equipos participantes                |
| ------------------------------------------------ | --------------------- | ------------------------------------ |
|                                                  |                       |                                      |
| Equipo                                           | Ciudad                | Estadio                              |
| Club Deportivo Ciudad de Pedernales              | Pedernales            | Estadio Maximino Puertas             |
| Club Social y Cultural y Deportivo Magali Masson | El Carmen             | Estadio Isauro Cevallos Muñoz        |
| Club Social, Cultural y Deportivo Universitario  | El Carmen             | Estadio Isauro Cevallos Muñoz        |
| Galácticos Fútbol Club                           | Manta                 | TBD                                  |
| Club Deportivo Politécnico de Manabí             | Calceta               | Estadio Complejo ESPAM               |
| Club Deportivo Los Canarios                      | Puerto López          | Estadio Arturo Zavála Ramírez        |
| Club Social, Cultural y Deportivo River Plate    | Manta                 | Estadio Jocay                        |
| Club Cristo Rey                                  | Portoviejo            | Estadio Complejo Deportivo Picoazá   |
| Club Social y Deportivo Colón                    | Portoviejo            | Estadio JJ Cárdenas                  |
| La Paz                                           | Montecristi           | Estadio Metropolitano de Montecristi |
| Club Social y Deportivo Peñarol                  | Chone                 | Estadio Los Chonanas                 |
| Deportivo Calceta                                | Calceta               | Estadio Juan Manuel Álava            |

## Equipos por Cantón
| Cantón       | N.º | Equipos                           |
| ------------ | --- | --------------------------------- |
| Portoviejo   | 2   | - Deportivo Colón - Cristo Rey    |
| Manta        | 2   | - River Plate - Galácticos F.C.   |
| El Carmen    | 2   | - Universitario - Magaly Masson   |
| Bolívar      | 2   | - Deportivo Calceta - Politécnico |
| Chone        | 1   | - Peñarol                         |
| Puerto López | 1   | - Los Canarios                    |
| Pedernales   | 1   | - Ciudad de Pedernales            |
| Montecristi  | 1   | - La Paz                          |

## Primera fase

### Grupo 1

#### Clasificación
|  |    | Equipo               | PJ | PG | PE | PP | GF | GC | DG | PTS |
|  | -- | -------------------- | -- | -- | -- | -- | -- | -- | -- | --- |
|  | 1. | Universitario        | 0  | 0  | 0  | 0  | 0  | 0  | 0  | 0   |
|  | 2. | Magaly Masson        | 0  | 0  | 0  | 0  | 0  | 0  | 0  | 0   |
|  | 3. | Politécnico          | 0  | 0  | 0  | 0  | 0  | 0  | 0  | 0   |
|  | 4. | Ciudad de Pedernales | 0  | 0  | 0  | 0  | 0  | 0  | 0  | 0   |
|  | 5. | Deportivo Calceta    | 0  | 0  | 0  | 0  | 0  | 0  | 0  | 0   |
|  | 6. | Peñarol              | 0  | 0  | 0  | 0  | 0  | 0  | 0  | 0   |

|  | Clasificado al Cuadrangular final. |

#### Evolución de la clasificación
| Equipo / Jornada     | 01 | 02 | 03 | 04 | 05 | 06 | 07 | 08 | 09 | 10 |
| -------------------- | -- | -- | -- | -- | -- | -- | -- | -- | -- | -- |
| Universitario        |    |    |    |    |    |    |    |    |    |    |
| Politécnico          |    |    |    |    |    |    |    |    |    |    |
| Magaly Masson        |    |    |    |    |    |    |    |    |    |    |
| Deportivo Calceta    |    |    |    |    |    |    |    |    |    |    |
| Peñarol              |    |    |    |    |    |    |    |    |    |    |
| Ciudad de Pedernales |    |    |    |    |    |    |    |    |    |    |

### Partidos y resultados
| Fecha 1      | Fecha 1   | Fecha 1          |
| Equipo Local | Resultado | Equipo Visitante |
| ------------ | --------- | ---------------- |
|              | -         |                  |
|              | -         |                  |
|              | -         |                  |
|              | -         |                  |

| Fecha 2      | Fecha 2   | Fecha 2          |
| Equipo Local | Resultado | Equipo Visitante |
| ------------ | --------- | ---------------- |
|              | -         |                  |
|              | -         |                  |
|              | -         |                  |
|              | -         |                  |

| Fecha 3      | Fecha 3   | Fecha 3          |
| Equipo Local | Resultado | Equipo Visitante |
| ------------ | --------- | ---------------- |
|              | -         |                  |
|              | -         |                  |
|              | -         |                  |
|              | -         |                  |

| Fecha 4      | Fecha 4   | Fecha 4          |
| Equipo Local | Resultado | Equipo Visitante |
| ------------ | --------- | ---------------- |
|              | -         |                  |
|              | -         |                  |
|              | -         |                  |
|              | -         |                  |

| Fecha 5      | Fecha 5   | Fecha 5          |
| Equipo Local | Resultado | Equipo Visitante |
| ------------ | --------- | ---------------- |
|              | -         |                  |
|              | -         |                  |
|              | -         |                  |
|              | -         |                  |

| Fecha 6      | Fecha 6   | Fecha 6          |
| Equipo Local | Resultado | Equipo Visitante |
| ------------ | --------- | ---------------- |
|              | -         |                  |
|              | -         |                  |
|              | -         |                  |
|              | -         |                  |

| Fecha 7      | Fecha 7   | Fecha 7          |
| Equipo Local | Resultado | Equipo Visitante |
| ------------ | --------- | ---------------- |
|              | -         |                  |
|              | -         |                  |
|              | -         |                  |
|              | -         |                  |

| Fecha 8      | Fecha 8   | Fecha 8          |
| Equipo Local | Resultado | Equipo Visitante |
| ------------ | --------- | ---------------- |
|              | -         |                  |
|              | -         |                  |
|              | -         |                  |
|              | -         |                  |

| Fecha 9      | Fecha 9   | Fecha 9          |
| Equipo Local | Resultado | Equipo Visitante |
| ------------ | --------- | ---------------- |
|              | -         |                  |
|              | -         |                  |
|              | -         |                  |
|              | -         |                  |

| Fecha 10     | Fecha 10  | Fecha 10         |
| Equipo Local | Resultado | Equipo Visitante |
| ------------ | --------- | ---------------- |
|              | -         |                  |
|              | -         |                  |
|              | -         |                  |
|              | -         |                  |

### Grupo 2

#### Clasificación
|  |    | Equipo          | PJ | PG | PE | PP | GF | GC | DG  | PTS |
|  | -- | --------------- | -- | -- | -- | -- | -- | -- | --- | --- |
|  | 1. | Galácticos F.C. | 9  | 7  | 2  | 0  | 29 | 5  | +24 | 23  |
|  | 2. | Deportivo Colón | 9  | 6  | 1  | 2  | 30 | 10 | +20 | 20  |
|  | 3. | Cristo Rey      | 10 | 5  | 3  | 2  | 24 | 9  | +16 | 18  |
|  | 4. | La Paz          | 9  | 4  | 1  | 4  | 25 | 16 | +9  | 13  |
|  | 5. | Los Canarios    | 10 | 3  | 1  | 6  | 14 | 21 | -7  | 10  |
|  | 6. | River Plate     | 9  | 0  | 0  | 9  | 4  | 61 | -57 | 0   |

|  | Clasificado a Semifinales. |

#### Evolución de la clasificación
| Equipo / Jornada | 01 | 02 | 03 | 04 | 05 | 06 | 07 | 08 | 09 | 10 |
| ---------------- | -- | -- | -- | -- | -- | -- | -- | -- | -- | -- |
| Cristo Rey       |    |    |    |    |    |    |    |    |    |    |
| Galácticos F.C.  |    |    |    |    |    |    |    |    |    |    |
| River Plate      |    |    |    |    |    |    |    |    |    |    |
| La Paz           |    |    |    |    |    |    |    |    |    |    |
| Deportivo Colón  |    |    |    |    |    |    |    |    |    |    |
| Los Canarios     |    |    |    |    |    |    |    |    |    |    |

#### Resultados
| Fecha 1       | Fecha 1   | Fecha 1          |
| Equipo Local  | Resultado | Equipo Visitante |
| ------------- | --------- | ---------------- |
| Cristo Rey    | 0-2       | Los Canarios     |
| D.Colon       | 9-0       | River Plate      |
| Galácticos FC | 1-0       | La Paz           |

| Fecha 2      | Fecha 2   | Fecha 2          |
| Equipo Local | Resultado | Equipo Visitante |
| ------------ | --------- | ---------------- |
| River Plate  | 1-7       | Galácticos FC    |
| Cristo Rey   | 1-2       | D.Colon          |
| Los Canarios | 2-3       | La Paz           |

| Fecha 3       | Fecha 3   | Fecha 3          |
| Equipo Local  | Resultado | Equipo Visitante |
| ------------- | --------- | ---------------- |
| Galácticos FC | 1-1       | Cristo Rey       |
| D.Colon       | 1-1       | Los Canarios     |
| River Plate   | -'        | La Paz           |

| Fecha 4       | Fecha 4   | Fecha 4          |
| Equipo Local  | Resultado | Equipo Visitante |
| ------------- | --------- | ---------------- |
| River Plate   | 0-2       | Los Canarios     |
| Galácticos FC | 2-0       | D.Colon          |
| La Paz        | 1-1       | Cristo Rey       |

| Fecha 5      | Fecha 5   | Fecha 5          |
| Equipo Local | Resultado | Equipo Visitante |
| ------------ | --------- | ---------------- |
| Cristo Rey   | 5-2       | River Plate      |
| D.Colon      | 2-1       | La Paz           |
| Los Canarios | 1-4       | Galácticos FC    |

| Fecha 6       | Fecha 6   | Fecha 6          |
| Equipo Local  | Resultado | Equipo Visitante |
| ------------- | --------- | ---------------- |
| River Plate   | 0-9       | Cristo Rey       |
| Galácticos FC | 3-0       | Los Canarios     |
| La Paz        | 3-2       | D.Colon          |

| Fecha 7       | Fecha 7   | Fecha 7          |
| Equipo Local  | Resultado | Equipo Visitante |
| ------------- | --------- | ---------------- |
| Los Canarios  | 2-0       | River Plate      |
| Cristo Rey    | 2-0       | La Paz           |
| Galácticos FC | -'        | D.Colon          |

| Fecha 8      | Fecha 8   | Fecha 8          |
| Equipo Local | Resultado | Equipo Visitante |
| ------------ | --------- | ---------------- |
| River Plate  | 0-12      | La Paz           |
| Cristo Rey   | 0-0       | Galácticos FC    |
| Los Canarios | 1-4       | D.Colon          |

| Fecha 9       | Fecha 9   | Fecha 9          |
| Equipo Local  | Resultado | Equipo Visitante |
| ------------- | --------- | ---------------- |
| D.Colon       | 2-1       | Cristo Rey       |
| Galácticos FC | 7-1       | River Plate      |
| La Paz        | 4-2       | Los Canarios     |

| Fecha 10     | Fecha 10  | Fecha 10         |
| Equipo Local | Resultado | Equipo Visitante |
| ------------ | --------- | ---------------- |
| River Plate  | 0-8       | D.Colon          |
| La Paz       | 1-4       | Galácticos FC    |
| Los Canarios | 1-2       | Cristo Rey       |

## Cuadro Final
|  | Semifinales       | Semifinales | Semifinales     |   |                 | Final | Final |  |
|  |                   |             |                 |   |                 |       |       |  |
|  |                   |             |                 |   |                 |       |       |  |
|  | Galácticos F.C.   | 4           | 2               |   |                 |       |       |  |
|  | Galácticos F.C.   | 4           | 2               |   |                 |       |       |  |
|  | Deportivo Calceta | 0           | 0               |   |                 |       |       |  |
|  | Deportivo Calceta | 0           | 0               |   | Deportivo Colón | 1     |       |  |
|  |                   |             |                 |   | Deportivo Colón | 1     |       |  |
|  |                   |             | Galácticos F.C. | 0 |                 |       |       |  |
|  | Deportivo Colón   | 3           | Galácticos F.C. | 0 | 5               |       |       |  |
|  | Deportivo Colón   | 3           |                 |   | 5               |       |       |  |
|  | Magaly Masson     | 1           | 0               |   |                 |       |       |  |
|  | Magaly Masson     | 1           | 0               |   |                 |       |       |  |
|  |                   |             |                 |   |                 |       |       |  |

## Semifinales por el Zonal de Ascenso

### Partidos y resultados
| Ida           | Ida       | Ida              |
| Equipo Local  | Resultado | Equipo Visitante |
| ------------- | --------- | ---------------- |
| D.Calceta     | 2-4       | Galácticos FC    |
| Magaly Masson | 3-1       | D.Colon          |

| Vuelta           | Vuelta    | Vuelta           |
| Equipo Local     | Resultado | Equipo Visitante |
| ---------------- | --------- | ---------------- |
| Galácticos FC(C) | 4-0       | D.Calceta        |
| D.Colon(C)       | 5-0       | Magaly Masson    |

## Final por el Zonal de Ascenso
| Ciudad     | Equipo local | Resultado | Equipo visitante |
| ---------- | ------------ | --------- | ---------------- |
| Portoviejo | D.Colon      | 1 - 0     | Galácticos FC    |

## Campeón
| |
| Deportivo Colón 1° Título Clasifica a los zonales de la Segunda Categoría 2016 - También clasifica Galácticos FC como Vicecampeón. |